# 秋本穣
秋本 穣（穰）（あきもと みのる、1930年6月29日 - 2018年9月15日）は、日本の実業家。伊藤忠商事代表取締役副社長、タイム・ワーナー・エンターテイメント・ジャパン代表取締役社長、アジア太平洋トレードセンター代表取締役社長を歴任。

## 経歴
- 1930年6月 - 山口県に生まれる
- 1948年3月 - 福岡県中学修猷館卒業
- 1953年3月 - 山口大学経済学部卒業
- 1953年9月 - フルブライト留学生としてカンザス大学大学院入学
- 1955年 - ミシガン州立大学経済学修士取得
- 1956年 - 伊藤忠商事入社
- 1981年6月 - 同社自動車本部長
- 1982年1月 - 同社生活産業機械本部長
- 1982年4月 - 同社産業機械本部長
- 1982年6月 - 同社取締役
- 1985年4月 - 同社欧州・アフリカ総支配人委嘱
- 1985年6月 - 同社取締役常務
- 1989年6月 - 同社取締役専務法務審査担当
- 1991年6月 - 同社代表取締役副社長
- 1992年6月 - タイム・ワーナー・エンターテイメント・ジャパン（現・ワーナー ブラザース ジャパン）代表取締役社長
- 1997年2月 - 同社退任、ビジネスコンサルタント自営
- 2004年 - アジア太平洋トレードセンター代表取締役社長
- 2008年 - 同社退任